# Claypole (Wielka Brytania)
Claypole – wieś w Anglii, w hrabstwie Lincolnshire, w dystrykcie South Kesteven. Leży 26 km na południowy zachód od miasta Lincoln i 175 km na północ od Londynu.